# Le Jugement de Midas
Le Jugement de Midas est une comédie mêlée d'ariettes française (genre d'opéra-comique), en trois actes d'André Grétry créée le 28 mars 1778 dans les appartements de Madame de Montesson au Palais-Royal à Paris. Le livret est du dramaturge irlandais Thomas Hales (aussi connu sous le nom français Thomas d'Hèle) avec des contributions de Louis Anseaume. L’œuvre est inspirée du Midas (1760) de Kane O'Hara.

## Rôles
| Rôle    | Type de voix | Première distribution, 28 mars 1778                         |
| ------- | ------------ | ----------------------------------------------------------- |
| Apollon | haute-contre | Jean-Baptiste Guignard, dit Clairval                        |
| Mercure | basse-taille | Philippe-Thomas Ménier (ou Meunier)                         |
| Midas   | taille       | Jean-René Lecoupay de la Rosière                            |
| Palémon | basse-taille | M Nainville                                                 |
| Mopsa   | soprano      | Louise-Frédérique Moulinghen, née Schrœder                  |
| Lise    | soprano      | Catherine-Ursule Billion, née Bussa(rt), dite Mlle Billioni |
| Chloé   | soprano      | Louise-Rosalie Dugazon, née Lefebvre                        |
| Pan     | basse-taille | Pierre-Marie Narbonne                                       |
| Marsias | haute-contre | Antoine Trial                                               |

## Enregistrements
- Le Jugement de Midas : John Elwes, Mieke van der Sluis, Jules Bastin, La Petite Bande, dirigé par Gustav Leonhardt (Ricercar, 1989)
- Le Jugement de Midas (extraits) : Louis Devos, Jean-Jacques Schreurs, Bernadette Degelin, Loretta Clini, Chris de Moor, La Formation de chambre du Nouvel Orchestre symphonique de la RTBF, dirigé par Ronald Zollman (Koch Schwann 3-1090-2)